# All right (鈴村健一の曲)
「All right」（オール・ライト）は、鈴村健一の楽曲。彼の10枚目のシングルとして2013年10月17日にLantisから発売された。

## 概要
前作「シロイカラス」から約1年ぶりのリリースとなる2013年唯一のシングル。7枚目のシングル「あすなろ」以来、DVD付きの初回限定盤と通常盤の2パターンで発売した。

## 批評
『CDジャーナル』は「表題曲は前向きでパワフルなロック・ナンバー。ふとした日常のひとこまを呟く「バベル」、アグレッシブな「あいうえおんがく」、いずれの曲からも鈴村の多彩な表現力が伝わってくる」と評した。

## 収録曲
（全作詞：鈴村健一）
1. All right [4:03]
作曲・編曲：渡辺拓也
アップテンポでさわやかな曲調のポップナンバー[3]。
2. バベル [4:07]
作曲：サイトウヨシヒロ、編曲：南田健吾
3. あいうえおんがく [4:34]
作曲・編曲：宮崎誠
あいうえお作文のように歌詞の頭の文字を「あ」から「ん」までつないでいく[3]。

DVD
1. All right（Music Video）